# Generali Italia
Generali Italia S.p.A. o semplicemente Generali è una compagnia di assicurazioni italiana con sede a Mogliano Veneto, che fa parte del Gruppo Generali. 
Alleanza Assicurazioni, DAS, Genertel, Generali Welion, Generali Jeniot e Leone Alato fanno capo a Generali Italia, oltre alle attività della business unit Cattolica.

## Storia
La compagnia è stata fondata il 1º luglio 2013 quando il ramo italiano delle Assicurazioni Generali è stato conferito in INA Assitalia che è stata poi rinominata Generali Italia SpA. Sono state poi integrate le attività assicurative del Gruppo Toro (Toro, Lloyd Italico e Augusta). Sergio Balbinot ha avuto l'incarico di primo presidente e Raffaele Agrusti è stato nominato Amministratore Delegato; il loro incarico è durato fino all'approvazione del bilancio 2013. Il 7 ottobre 2013 Philippe Donnet entra a far parte del Gruppo Generali e diventa Country Manager Italia e Amministratore Delegato di Generali Italia.
Nel maggio 2016 Marco Sesana viene nominato Amministratore Delegato e Direttore Generale.
Nel triennio successivo inizia una nuova fase e nascono due nuove società: Generali Welion, società di welfare integrato, e Generali Jeniot, che si occupa di servizi IoT e connected insurance.
A maggio 2020 IVASS, l'organo di vigilanza del settore, ha ordinato ai vertici di Cattolica di effettuare un aumento di capitale di 500 milioni entro il 30 ottobre 2020. Il 25 giugno 2020 Generali e Cattolica annunciano una partnership strategica che consiste nell'ingresso di Generali in Cattolica con una quota del 24,4%.
A novembre 2021 Generali deteneva l'84,475% del capitale sociale di Cattolica.
Nel 2022 nasce la holding agroalimentare Leone Alato, controllata dalla compagnia. Leone Alato si occupa delle attività agricole, compresa la forestazione e la produzione e commercializzazione di vini e distillati, nonché della produzione di energia da fonti rinnovabili. Tra le sue controllate figurano in particolare Genagricola 1851 e Le Tenute del Leone Alato.
A settembre di quello stesso anno Giancarlo Fancel, già Group Chief Risk Officer, è stato nominato Country Manager Italia e Amministratore Delegato.

## Attività
Generali Italia, incluse le sue controllate, ha:
- 11 milioni di clienti
- € 28 miliardi di premi complessivi nel 2022
- 15.000 dipendenti
- 40.000 distributori più bancassicurazione.

## Controllate
Società di assicurazioni:
- Alleanza Assicurazioni
- Genertel
- DAS
- le attività della business unit Cattolica

Società di servizi:
- Generali Welion
- Generali Jeniot
- Leone Alato